# PET/CT

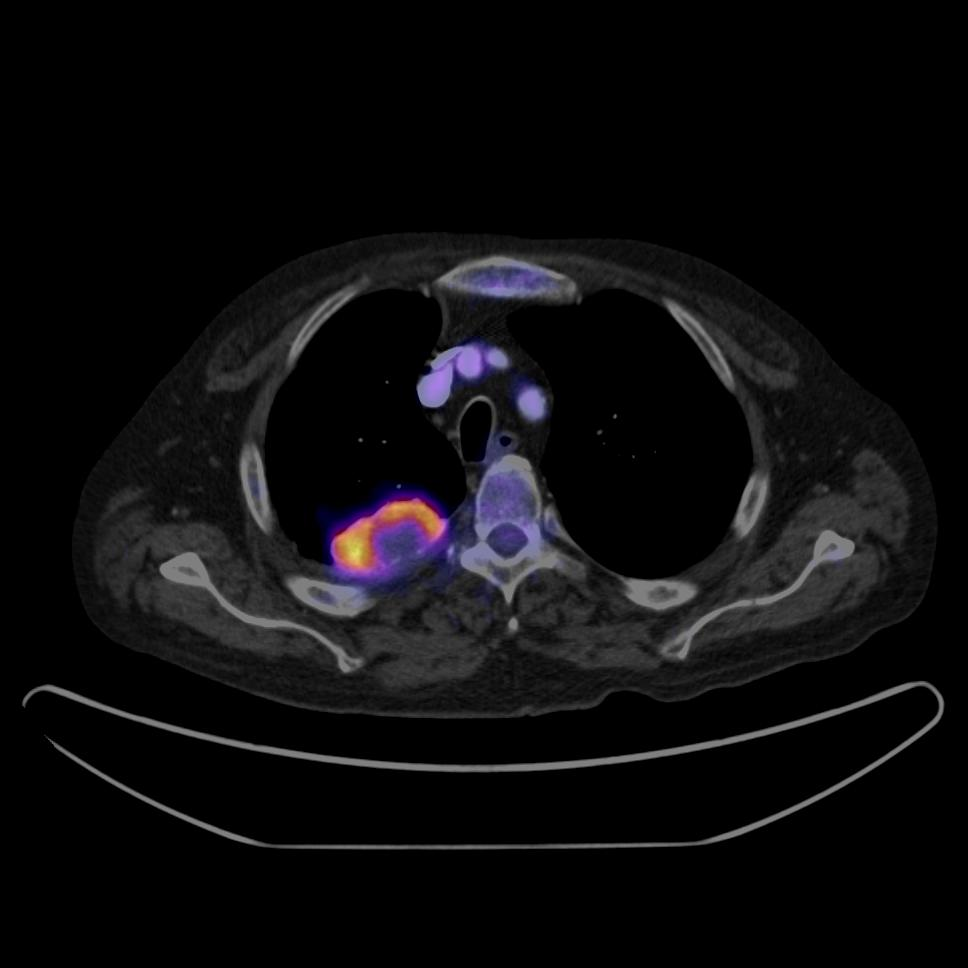
Fúzovaný PET/CT obraz.

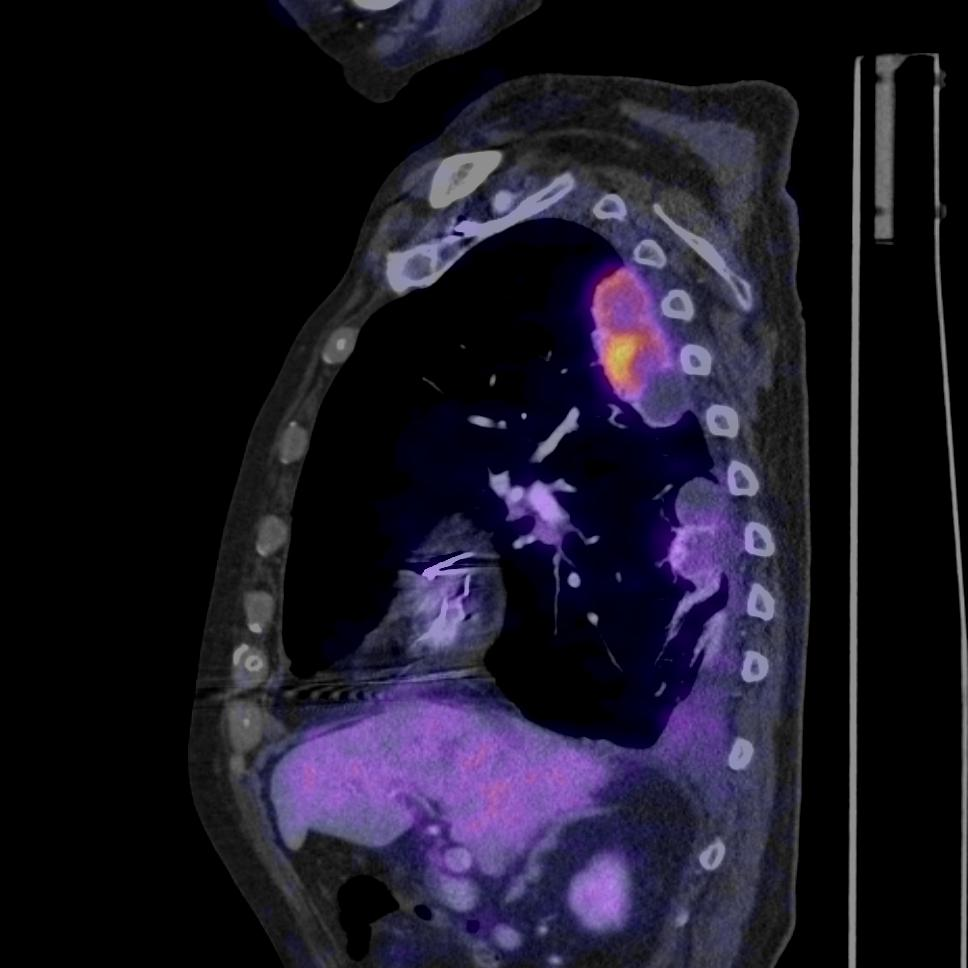
Fúzovaný PET/CT obraz.

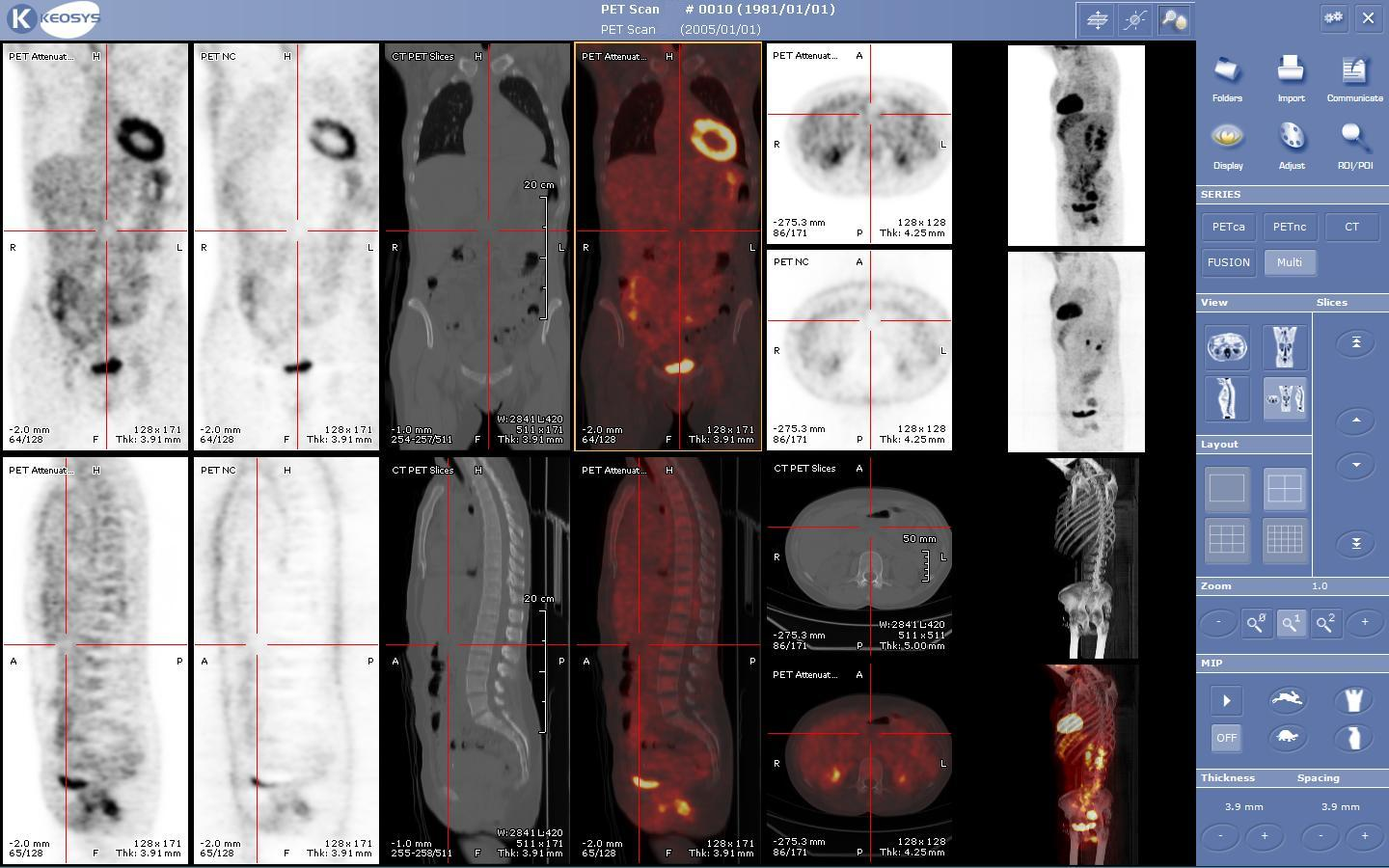
PET/CT obraz celého těla

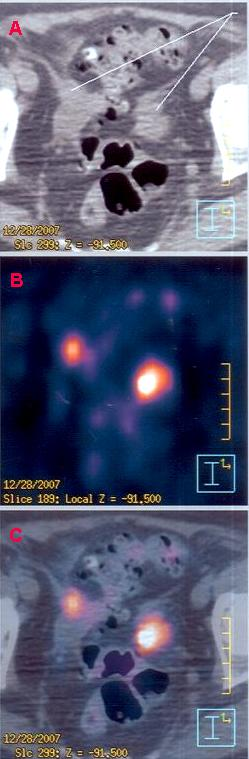
A - obraz z CT; B - obraz z PETe; C - sloučený obraz z CT a PET. Jasné červené až žluté masy odpovídají místům zvýšené metabolické aktivity. Jedná se o metastázy z chirurgicky již odstraněného kolorektálního karcinomu u 69leté ženy. Photo: Renato M.E. Sabbatini, PhD, Cancer Hospital of São Paulo, Brazil

PET/CT je diagnostická zobrazovací metoda spojující vyšetření počítačovou tomografií (CT) a pozitron emisní tomografií (PET). Získané obrazy obsahují jak poměrně podrobnou informaci o anatomické stavbě, tak i informaci o metabolické aktivitě tkání.